# Yodo-dono

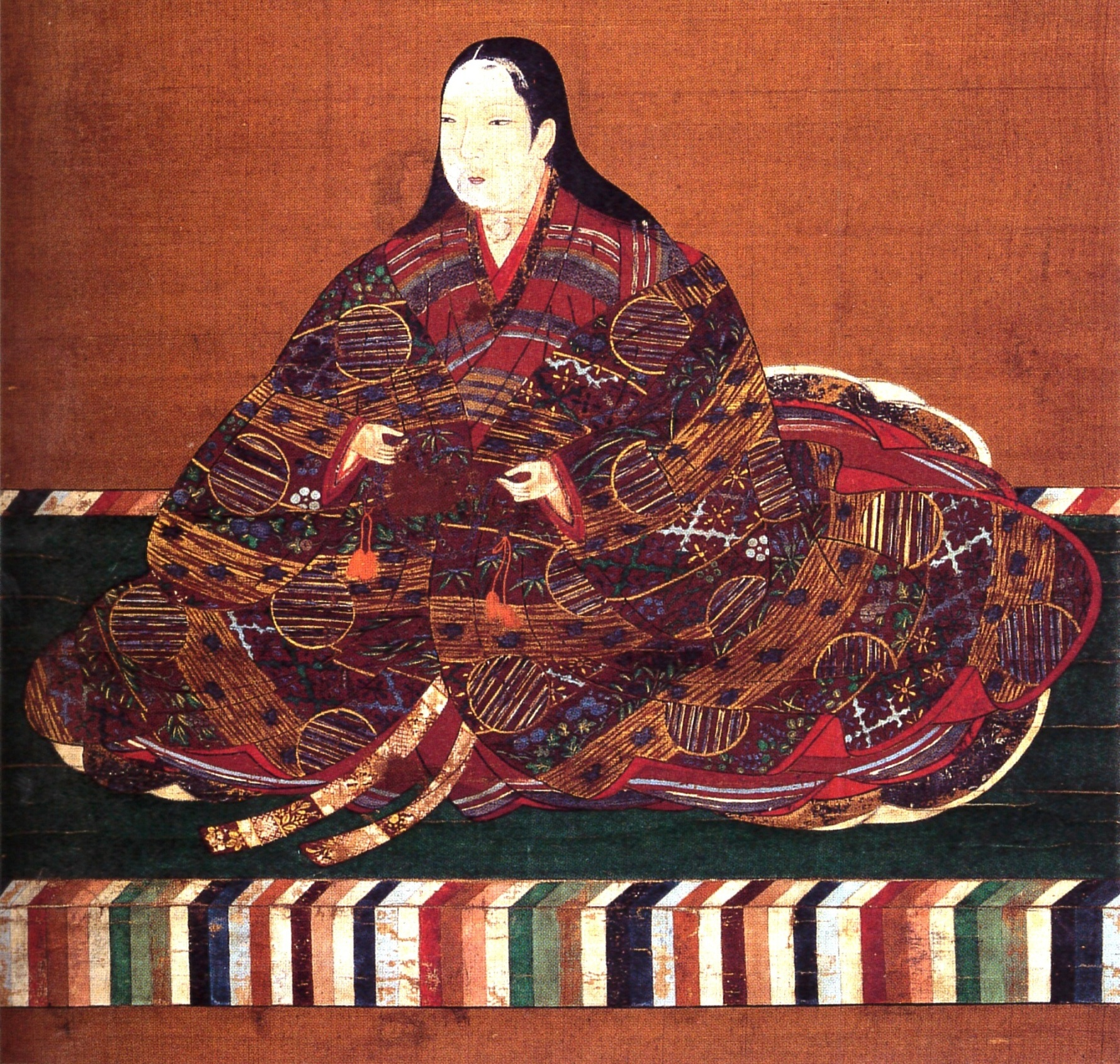
Yodo-dono

Yodo-dono (淀殿?) Ou Yodogimi (淀君?) (1569 - 4 de junho de 1615) foi uma figura proeminente situada no final do período Sengoku. Ela era uma concubina e segunda esposa de Toyotomi Hideyoshi, que era então o homem mais poderoso no Japão. Ela também se tornou a mãe de seu filho e sucessor, Hideyori. Ela também era conhecida como Lady Chacha (茶々). Após a morte de Hideyoshi, ela tomou a tonsura, tornando-se uma freira budista e tomando o nome Daikōin (大 広院). Devido sua grande influência política como guardiã do segundo clã mais poderoso no Japão durante aquele tempo, Yodo-dono foi considerada uma potencial inimiga para o Shogunato Tokugawa. Ela liderou ao lado de seu filho, Hideyori, uma rebelião Anti-Shogunato Tokugawa, mais conhecido como Cerco de Osaka.

## Genealogia
Yodo-dono, também chamada Chacha (茶々?). Em sua juventude, era a mais velha de três filhas do daimyo do período de Sengoku, Azai Nagamasa. Sua mãe, Oichi era a irmã mais nova de Oda Nobunaga.
Após a morte de Nagamasa, Toyotomi Hideyoshi tornou-se o pai adotivo e protetor de Chacha. Seu status mudou quando ela se tornou sua concubina. Seu status e seu nome foram mudados novamente quando Yodo-dono se tornou a mãe de um herdeiro masculino.
A irmã média de Yodo-dono, Ohatsu, era a esposa de Kyōgoku Takatsugu e a mãe de Kyōgoku Tadataka.
A irmã mais nova de Yodo-dono, Oeyo, também conhecida como Ogō, era a esposa principal do Shogun Tokugawa Hidetada e da mãe de seu sucessor Tokugawa Iemitsu.

## Primeiros anos
Em 1570, o pai de Chacha, Nagamasa, quebrou sua aliança com Oda Nobunaga e houve um período de três anos de luta até 1573 quando o exército de Nobunaga cercou Nagamasa no Castelo de Odani. Nobunaga, entretanto, pediu o retorno seguro de sua irmã, Oichi. Chacha, junto com sua mãe e suas duas irmãs, saiu do castelo com ela. O castelo Odani caiu, e entre os que morreram estavam Nagamasa e Manpukumaru, o único irmão de Chacha.
A morte de Nobunaga em 1582 causou hostilidades abertas entre Shibata Katsuie e Hashiba Hideyoshi sobre a questão da sucessão. As forças de Katsuie foram derrotadas na Batalha de Shizugatake, e ele foi forçado a retirar-se para Kitanosho castelo. Com o exército de Hideyoshi sitiando sua casa, Katsuie incendiou o castelo; Ele e Oichi morreram nele.
No entanto, antes de Oichi morrer, ela passou Chacha, Oeyo e Ohatsu para o cuidado e proteção de Hideyoshi.

## Vida e morte
Yodo-dono se tornou a concubina de Hideyoshi e logo se mudou para o Castelo Yodo  (do qual ela tomou seu título). A esposa de Hideyoshi, Nene, foi dito ter sido incapaz de conceber; E assim Lady Yodo herdou muitos de seus privilégios. Ela teve dois filhos com Hideyoshi, Tsurumatsu, que morreu jovem, e Hideyori, nascido em 1593, que se tornou sucessor. Hideyoshi era também o inimigo de seus pais, primeiro seu pai, então seu padrasto e mãe.
Em 1594, a família moveu-se para o castelo de Fushimi, mas a tragédia aconteceu quando Hideyoshi morreu em 1598 e o clã Toyotomi perdeu muito de sua influência e importância. Yodo-dono mudou-se para o Castelo de Osaka com seu filho, como Hideyori, herdeiro de Hideyoshi era muito jovem, Chacha se tornou a chefe do Castelo de Osaka e planejou uma reestruturação  do clã Toyotomi.
Tokugawa Ieyasu, que se apoderou do controle de Hideyori após a morte de seu pai, agora via Hideyori como um obstáculo à sua unificação do Japão. Ele sitiou o Castelo de Osaka em 1614,conhecido como Campanha de Osaka. Hideyori Toyotomi, Yodo-dono e Sanada Yukimura comandantes e protetores do clã Toyotomi estavam dispostos a expulsar os invasores. Porém ambos os lados sofreram muitos danos e assinaram uma trégua.
No entanto, em 1615, Ieyasu quebrou a trégua e mais uma vez atacou Castelo de Osaka, e desta vez ele conseguiu. Yodo-dono e seu filho Hideyori cometeram suicídio, terminando assim o legado Toyotomi.